# Xestomyia hirtifemur
Xestomyia hirtifemur är en tvåvingeart som beskrevs av Stein 1907. Xestomyia hirtifemur ingår i släktet Xestomyia och familjen husflugor. Inga underarter finns listade i Catalogue of Life.